# Parafodina delphinensis
Parafodina delphinensis là một loài bướm đêm trong họ Noctuidae.